# Francis Baring, 1. Baron Northbrook

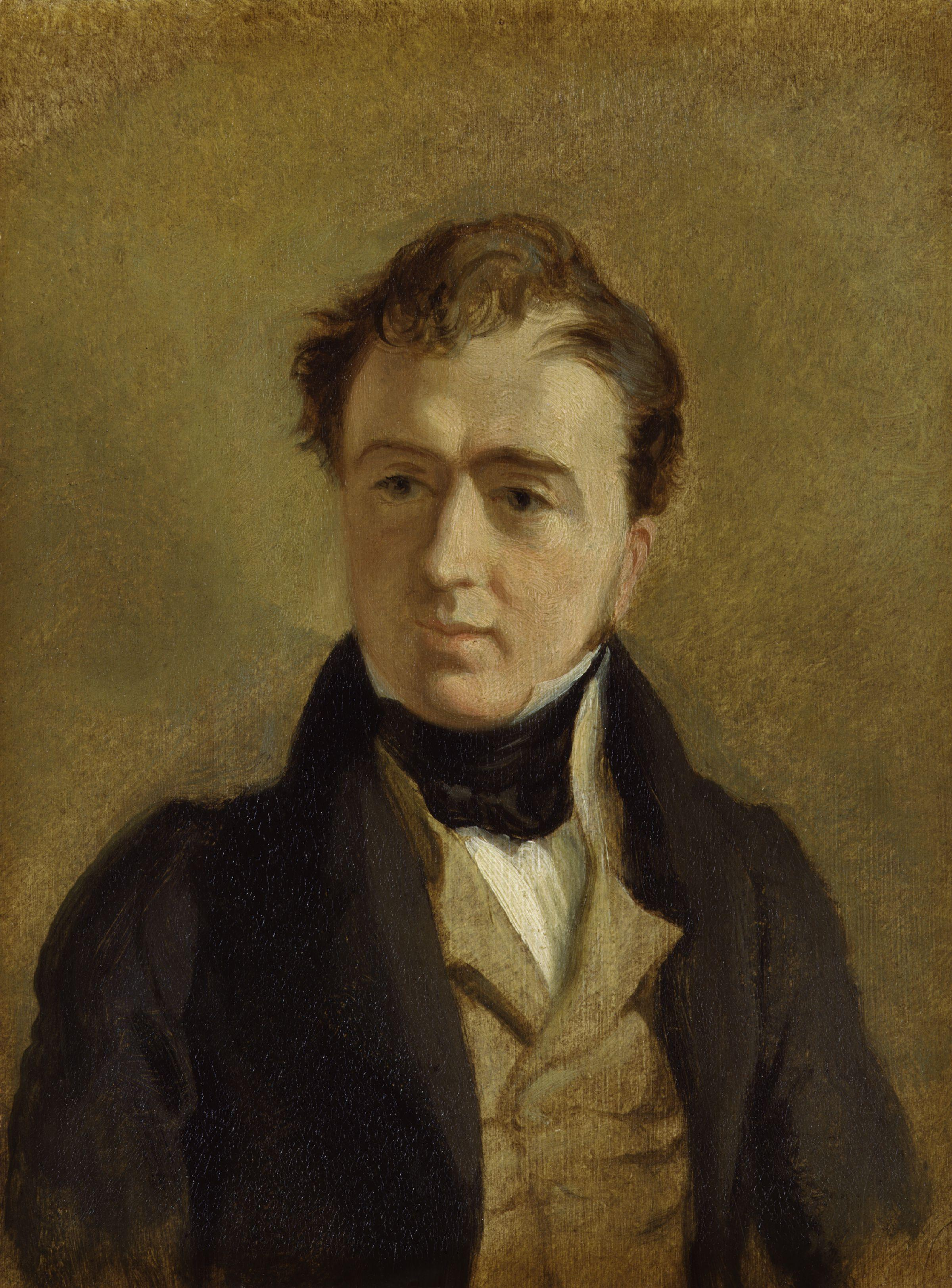
Francis Baring, 1. Baron Northbrook (Gemälde von George Hayter)

Francis Thornhill Baring, 1. Baron Northbrook PC, FRS (* 20. April 1796 in Kalkutta, Britisch-Indien; † 6. September 1866 in Stratton Park, Micheldever, Hampshire) war ein britischer Politiker der Whigs sowie später der Liberal Party, der zwischen 1826 und 1865 Mitglied des Unterhauses (House of Commons), von 1839 bis 1841 Schatzkanzler sowie zwischen 1849 und 1852 Erster Lord der Admiralität und damit Lord High Admiral war. Wenige Monate vor seinem Tod wurde er 1866 als Baron Northbrook zum erblichen Peer erhoben und wurde damit Mitglied des Oberhauses (House of Lords).

## Leben

### Familiäre Herkunft
Francis Baring war Abkömmling der Familie Baring, einer ursprünglich aus Niedersachsen stammenden, heute sowohl in Deutschland als auch in Großbritannien lebenden Familie. Sein Vater war der Politiker Sir Thomas Baring, 2. Baronet, der von 1806 bis 1832 ebenfalls Abgeordneter des Unterhauses war. Seine Mutter Mary Ursula Sealy war die Tochter des in Kalkutta praktizierenden Rechtsanwalts Charles Sealy.
Er war der älteste Sohn der Eheleute, nachdem eine ältere Schwester bereits im Wochenbett verstorben war. Sein jüngerer Bruder Thomas Baring war Politiker der Conservative Party und zwischen 1835 und 1837 sowie erneut von 1844 bis 1873 Mitglied des House of Commons. Weitere jüngere Geschwister waren John Baring, Charlotte Baring sowie der Geistliche Charles Thomas Baring, der zwischen 1856 und 1861 Bischof von Gloucester und danach von 1861 bis zu dessen Tod 1879 Bischof von Durham war. Weitere jüngere Schwestern waren Emily Baring, Dorothy L. Baring sowie die jüngste Schwester Frances Baring, die mit Henry Labouchère, 1. Baron Taunton verheiratet war, der von 1826 bis 1859 Abgeordneter des Unterhauses, zwischen 1839 und 1841 sowie erneut 1847 bis 1852 Handelsminister (President of the Board of Trade), zwischenzeitlich von 1846 bis 1847 Chief Secretary for Ireland sowie schließlich 1855 bis 1858 Kolonialminister (Secretary of State for the Colonies) war und 1859 zum Baron Taunton erhoben wurde.

### Studium, Rechtsanwalt und Unterhausabgeordneter
Francis Baring absolvierte seine schulische Ausbildung von 1807 bis 1811 am renommierten Winchester College sowie anschließend am Eton College, ehe er am 18. Januar 1814 ein Studium am Christ Church College der University of Oxford begann. Dieses schloss er 1817 mit einem Bachelor of Arts (B.A.) ab und nahm daraufhin ein Studium der Rechtswissenschaften an der Anwaltskammer von Lincoln’s Inn auf. Sein weiteres Studium am Christ Church College der University of Oxford beendete er 1821 mit einem Master of Arts (M.A.) und nahm nach seiner anwaltlichen Zulassung 1823 eine Tätigkeit als Barrister auf.
Am 25. Juli 1826 wurde Baring erstmals Mitglied des Unterhauses und vertrat in diesem für die Whigs sowie später für die Liberal Party bis zum 11. Juli 1865 den Wahlkreis Portsmouth. Während der Amtszeit von Premierminister Charles Grey, 2. Earl Grey war er vom 2. November 1830 bis zum 16. Juli 1834 einer der Lords des Schatzamtes (Lord of the Treasury). Gemeinsam mit Robert Vernon Smith, George Ponsonby und Thomas Francis Kennedy nahm er von 1832 bis 1834 kommissarisch das Amt des Lord High Treasurer wahr. Daneben wurde er am 24. Juni 1831 Mitglied einer Kommission des Kolonialministeriums (Colonial Office), die sich mit der Auswanderung in die britischen Kolonien befasste. Im darauf folgenden Kabinett von Premierminister William Lamb, 2. Viscount Melbourne war er zwischen dem 16. Juli und dem 17. November 1834 Sekretär des Schatzamtes (Joint Secretary of the Treasury).

### Schatzkanzler, Erster Lord der Admiralität und Baron Northbrook
Nachdem William Lamb, 2. Viscount Melbourne, am 18. April 1835 abermals Premierminister wurde, übernahm Baring abermals den Posten als Sekretär des Schatzamtes. Im Rahmen einer Regierungsumbildung wurde er schließlich am 26. August 1839 Nachfolger von Thomas Spring Rice als Schatzkanzler (Chancellor of the Exchequer) und bekleidete dieses Amt bis zum Ende von Melbournes Amtszeit am 30. August 1841. Zugleich wurde er am 26. August 1839 Mitglied des Kronrates (Privy Council) und war als Schatzkanzler auch Lord High Treasurer.
Beim Tod seines Vaters erbte Baring am 3. April 1848 dessen Adelstitel als 3. Baronet, of the City of London, der am 11. Mai 1793 in der Baronetage of Great Britain seinem Großvater Francis Baring (1740–1810) verliehen worden war. Im Januar 1849 wurde er Nachfolger von George Eden, 1. Earl of Auckland als Erster Lord der Admiralität (First Lord of the Admiralty) in der Regierung von Premierminister John Russell und gehörte dieser bis zum Ende von Russells Amtszeit am 23. Februar 1852. Als Erster Lord der Admiralität war er von Januar 1849 und Februar 1852 kraft Amtes zugleich Vorsitzender der Kommission zur Wahrnehmung des Amtes des Lord High Admiral.
Am 22. Februar 1849 wurde Baring Fellow der Royal Society (FRS). Ein halbes Jahr nach seinem Ausscheiden aus dem Unterhaus am 11. Juli 1865 wurde Baring durch ein Letters Patent vom 19. Dezember 1865 mit Wirkung zum 4. Januar 1866 als 1. Baron Northbrook, of Stratton, in the County of Southampton in den erblichen Adelsstand (Hereditary Peerage) der Peerage of the United Kingdom erhoben und damit Mitglied des Oberhauses (House of Lords). Er lebte in Stratton Park, Micheldever, Hampshire, wo er am 6. September 1866 verstarb.

### Ehen und Nachkommen
Baring war zwei Mal verheiratet. In erster Ehe heiratete er am 7. April 1835 in der Dockyard Chapel von Portsmouth Jane Grey. Deren Vater George Grey, 1. Baronet war Kapitän zur See der Royal Navy, Sohn von Charles Grey, 1. Earl Grey und jüngerer Bruder des späteren Premierministers Charles Grey, 2. Earl Grey.
Aus dieser Ehe gingen fünf Kinder hervor. Die älteste Tochter Mary Baring war die Ehefrau des Politikers John Bonham-Carter, der zwischen 1847 und 1874 als Mitglied im House of Commons den Wahlkreis Winchester vertrat und zuletzt von 1872 bis 1874 als Vorsitzender des einflussreichen „Wege- und Mittel-Ausschusses“ (Chairman of Ways and Means) auch stellvertretender Sprecher des Unterhauses war. Ein jüngerer Sohn und zwei jüngere Töchter waren im Wochenbett verstorben. Der jüngste Sohn war Thomas George Baring, der zwischen 1857 und 1866 Mitglied des House of Commons war und beim Tod seines Vaters den Titel als 2. Baron Northbrook erbte. Als solcher war er von 1872 bis 1876 Generalgouverneur und Vizekönig von Indien sowie von 1880 bis 1885 ebenfalls Erster Lord der Admiralität. Darüber hinaus wurde er 1876 zum Earl of Northbrook mit dem nachgeordneten Titel Viscount Baring, of Lee in the County of Kent, erhoben.
Nach dem Tode seiner ersten Frau Jane Grey am 23. April 1838 heiratete Francis Baring am 31. März 1841 in der St George’s Church am Londoner Hanover Square seine zweite Ehefrau Arabella Georgina Howard, die Tochter von Generalleutnant Kenneth Howard, 1. Earl of Effingham. Aus der zweiten Ehe ging der Sohn Francis Henry Baring, der unter anderem 1888 High Sheriff der Grafschaft Surrey wurde und mit Grace Elizabeth Boyle verheiratet war, einer Tochter von Richard Boyle, 9. Earl of Cork.
Nach seinem Tod wurde er am 13. September 1866 in Micheldever in der Grafschaft Hampshire bestattet.